# Roberto Preciado Cuevas
Roberto Preciado Cuevas (Manzanillo, 26 de septiembre de 1959 - Tzitzio, 24 de febrero de 2005) fue un político mexicano, miembro del Partido Revolucionario Institucional. Nació en Manzanillo, Colima el 26 de septiembre de 1959. Fue licenciado en Administración Pública, teniendo además un diplomado en estudios Políticos. Fue diputado federal por el II Distrito Electoral Federal de Colima para la LX Legislatura de México, el cual ganó por mayoría relativa. Fue elegido secretario de Turismo del Estado de Colima por el gobernador Vázquez Montes. El 24 de febrero de 2005, Preciado Cuevas viajó a la Ciudad de México con el fin de reunirse con el entonces gobernador de Colima, Gustavo Vázquez Montes. Terminada la reunión de trabajo se trasladaron con dirección a Colima en una aeronave Westwind 1124 que se desplomó cerca de una comunidad de nombre “El Zapotito”, municipio de Tzitzio, en Michoacán.
| Predecesor: Librado Silva García | Diputado federal por el II Distrito de Colima 2000 - 2003 | Sucesor: Rogelio Rueda Sánchez |

- Datos: Q6109941